# Poecopa mediopuncta
Poecopa mediopuncta är en fjärilsart som beskrevs av Wray Merrill Bowden 1956. Poecopa mediopuncta ingår i släktet Poecopa och familjen nattflyn. Inga underarter finns listade i Catalogue of Life.